# Влашко Поље
Влашко Поље је насеље у Србији у општини Књажевац у Зајечарском округу. Влашко Поље се налази на око 780 мнв, на око 26 км северозападно од Књажевца након скретања лево на 22,8 км од регионалног пута од Књажеваца ка Бољевцу. Према попису из 2022. године у насељу је било 86 становника.
Према попису из 2022. било је 56 становника (према попису из 2002 било је 172 становника).

## Етимологија
У народу овог засеока постоји предање да је на месту на коме је засељен заселак, погинуо некада неки Влах, па се по њему и место назвало Влашко Поље.
Место је, по једној легенди, настало крајем XVIII века, насељавањем влашког становништва, које је из Злота и Подгорца бежало од Турака. Касније су се након ослобођења од Турака вратили у првобитну постојбину.

## Географија

### Положај
Село је разуђеног типа, домаћинства су у оквиру већих груписаних имања. Из села се виде врх Тупижнице (1160 мнв) на истоку  и  врхови Слемена (1099 мнв) на југозападу и Мечји врх (1010 мнв) на северозападу.
Околна места су са севера Добро Поље, Бачевица и Ласово, са  југоистока Бучје, са југа Зубетинац и Милушинац, са запада Сесалац и Рујиште.
Влашко Поље се налази на брежуљкастом терену и заклоњено је од ветрова, тло је плодно а микро клима је повољна што је мештанима омогућило успешно гајење винове лозе, вишања и малина, као и бављење сеоским туризмом. Овде је изграђена туристичка локација Фарма Колиба која је занимљива за туристичке посете, одмор и рекреацију.

### Хидрографија
Из атара Влашког поља у подножју Мечјег врха извире и тече према истоку притока Белог Тимока Влашкопољска река коју су у Влашком пољу називали Лазин поток, а која се   спаја код Бучја са Бучјанском реком и реком Голема Орница даље. А југоисточно од Влашког поља протиче Голема Бућина која се код Зубетинца спаја са Зубетинском реком а затим након Стогазовца и Дречиновца обе реке се код Валевца спајају у једну реку која се даље зове Валевачка, а раније Каличина река која се улива у Тимок нешто северније од Књажевца. Према северозападу од Влашког поља од Мечјег камена отиче Лукин поток која се затим улива у Трску речицу.

### Рударство
У Влашком пољу је постојао рудник каменог угља од 1908. године. Рудокоп се налази у близини насеља а на његовом улазу постоје остаци рударских станова грађених за рударске стручњаке. У самом насељу живе пензионери из рудника у Вини и Боговини, а један број рудара је радио и у руднику Ртањ.
Након првих истраживања 1903. године постојао рудник угља који је од 1908. године радио скромним капацитетима на месту Ивак где је ископан поткоп од око 350м. Производња је често прекидана и настављана и после Првог светског рата. Интензивније рударење је настављено у периоду од 1946. до 1960. године када је произведено око 40.000 т., а за сво време постојања рудника око 50.000 т. је произведено. Рудник је због нерентабилности затворен шездесетих година XX века.
Касније, деведесетих година XX века у време економских санкција према Југославији и Србији РТБ-Бор је због недостатка угља у заједници са Предузећем за путеве из Зајечара организовао вађење и обраду око 10.000 т. угља из лежишта Влашко поље.

## Демографија
У насељу Влашко Поље према попису из 2022. године живи 56 становника од којих је 81 пунолетни становник, а просечна старост становништва износи 59,52 година (53,67 код мушкараца и 66,25 код жена). У насељу има 39 домаћинства, а просечан број чланова по домаћинству је 2,21.
У насељу према истом попису има 53 стамбених јединица од којих је 40 насељених.
У насељу Влашко Поље је према попису из 2022. године живело 82 пунолетних становника, а просечна старост становништва износила је 59,5 година (53,7 код мушкараца и 66,3 код жена). У насељу је имало 39 домаћинства, а просечан број чланова по домаћинству је био 2,21.
Ово насеље је великим делом насељено Србима, а у последња три пописа, примећен је пад у броју становника.
|  |

| Демографија | Демографија | Демографија |
| Година      | Становника  | Становника  |
| ----------- | ----------- | ----------- |
| 1948.       | 425         |             |
| 1953.       | 422         |             |
| 1961.       | 402         |             |
| 1971.       | 354         |             |
| 1981.       | 311         |             |
| 1991.       | 224         | 224         |
| 2002.       | 172         |             |
| 2011.       | 114         |             |
| 2022.       | 86          |             |

| Етнички састав према попису из 2002.‍ | Етнички састав према попису из 2002.‍ | Етнички састав према попису из 2002.‍ | Етнички састав према попису из 2002.‍ | Етнички састав према попису из 2002.‍ |
| ------------------------------------ | ------------------------------------ | ------------------------------------ | ------------------------------------ | ------------------------------------ |
|                                      |                                      |                                      |                                      |                                      |
| Срби                                 | Срби                                 |                                      | 155                                  | 90,11%                               |
| Роми                                 | Роми                                 |                                      | 14                                   | 8,13%                                |
| Румуни                               | Румуни                               |                                      | 2                                    | 1,16%                                |
| непознато                            | непознато                            |                                      | 1                                    | 0,58%                                |

| \| \| м \| \| \| ж \| \| ? \| 0 \| \| \| 0 \| \| 80+ \| 4 \| \| \| 5 \| \| 75—79 \| 6 \| \| \| 7 \| \| 70—74 \| 8 \| \| \| 13 \| \| 65—69 \| 4 \| \| \| 10 \| \| 60—64 \| 6 \| \| \| 8 \| \| 55—59 \| 5 \| \| \| 11 \| \| 50—54 \| 10 \| \| \| 9 \| \| 45—49 \| 5 \| \| \| 8 \| \| 40—44 \| 3 \| \| \| 2 \| \| 35—39 \| 5 \| \| \| 2 \| \| 30—34 \| 6 \| \| \| 1 \| \| 25—29 \| 5 \| \| \| 4 \| \| 20—24 \| 2 \| \| \| 5 \| \| 15—19 \| 4 \| \| \| 0 \| \| 10—14 \| 2 \| \| \| 0 \| \| 5—9 \| 4 \| \| \| 3 \| \| 0—4 \| 3 \| \| \| 2 \| \| Просек : \| 47,5 \| \| \| 55,4 \| |      |  |  |      |
| |      |  |  |      |
| | м    |  |  | ж    |
| ? | 0    |  |  | 0    |
| 80+ | 4    |  |  | 5    |
| 75—79 | 6    |  |  | 7    |
| 70—74 | 8    |  |  | 13   |
| 65—69 | 4    |  |  | 10   |
| 60—64 | 6    |  |  | 8    |
| 55—59 | 5    |  |  | 11   |
| 50—54 | 10   |  |  | 9    |
| 45—49 | 5    |  |  | 8    |
| 40—44 | 3    |  |  | 2    |
| 35—39 | 5    |  |  | 2    |
| 30—34 | 6    |  |  | 1    |
| 25—29 | 5    |  |  | 4    |
| 20—24 | 2    |  |  | 5    |
| 15—19 | 4    |  |  | 0    |
| 10—14 | 2    |  |  | 0    |
| 5—9 | 4    |  |  | 3    |
| 0—4 | 3    |  |  | 2    |
| Просек : | 47,5 |  |  | 55,4 |

| Година пописа     | 1948. | 1953. | 1961. | 1971. | 1981. | 1991. | 2002. |
| ----------------- | ----- | ----- | ----- | ----- | ----- | ----- | ----- |
| Број домаћинстава | 88    | 85    | 87    | 76    | 75    | 62    | 54    |

| Број чланова      | 1  | 2  | 3  | 4  | 5 | 6 | 7 | 8 | 9 | 10 и више | Просек |
| ----------------- | -- | -- | -- | -- | - | - | - | - | - | --------- | ------ |
| Број домаћинстава | 10 | 12 | 10 | 11 | 4 | 6 | 0 | 1 | 0 | 0         | 3,19   |

| Пол    | Укупно | Неожењен/Неудата | Ожењен/Удата | Удовац/Удовица | Разведен/Разведена | Непознато |
| ------ | ------ | ---------------- | ------------ | -------------- | ------------------ | --------- |
| Мушки  | 73     | 12               | 50           | 7              | 4                  | 0         |
| Женски | 85     | 5                | 53           | 22             | 3                  | 2         |
| УКУПНО | 158    | 17               | 103          | 29             | 7                  | 2         |

| Пол    | Укупно                    | Пољопривреда, лов и шумарство | Рибарство                            | Вађење руде и камена | Прерађивачка индустрија       |
| ------ | ------------------------- | ----------------------------- | ------------------------------------ | -------------------- | ----------------------------- |
| Мушки  | 45                        | 40                            | 0                                    | 0                    | 1                             |
| Женски | 31                        | 28                            | 0                                    | 0                    | 1                             |
| Укупно | 76                        | 68                            | 0                                    | 0                    | 2                             |
|        |                           |                               |                                      |                      |                               |
| Пол    | Производња и снабдевање   | Грађевинарство                | Трговина                             | Хотели и ресторани   | Саобраћај, складиштење и везе |
| Мушки  | 0                         | 1                             | 0                                    | 0                    | 1                             |
| Женски | 0                         | 0                             | 1                                    | 0                    | 0                             |
| Укупно | 0                         | 1                             | 1                                    | 0                    | 1                             |
|        |                           |                               |                                      |                      |                               |
| Пол    | Финансијско посредовање   | Некретнине                    | Државна управа и одбрана             | Образовање           | Здравствени и социјални рад   |
| Мушки  | 0                         | 0                             | 1                                    | 1                    | 0                             |
| Женски | 0                         | 0                             | 0                                    | 0                    | 0                             |
| Укупно | 0                         | 0                             | 1                                    | 1                    | 0                             |
|        |                           |                               |                                      |                      |                               |
| Пол    | Остале услужне активности | Приватна домаћинства          | Екстериторијалне организације и тела | Непознато            | Непознато                     |
| Мушки  | 0                         | 0                             | 0                                    | 0                    | 0                             |
| Женски | 0                         | 0                             | 0                                    | 1                    | 1                             |
| Укупно | 0                         | 0                             | 0                                    | 1                    | 1                             |

## Галерија
- Vlaško Polje
- Vlaško polje
- Vlaško polje - panorama
- Vlaško polje poljoprivredno domaćinstvo